# كارينا بيرجفيلدت
 كارينا بيرجفيلدت (بالسويدية: Carina Bergfeldt)‏(19 فبراير 1980) هي صحفية سويدية ومراسلة وكاتبة ومؤلفة.